# Ceuthomantis aracamuni
Ceuthomantis aracamuni е вид жаба от семейство Ceuthomantidae. Видът е уязвим и сериозно застрашен от изчезване.

## Разпространение и местообитание
Разпространен е във Венецуела.
Обитава скалисти райони, гористи местности, планини, възвишения, ливади, храсталаци и плата.